# The Last of a Dying Breed
The Last of a Dying Breed è il sesto album in studio del rapper statunitense Scarface, pubblicato nel 2000.

## Tracce
1. 11-09-70 (Intro) – 0:32
2. The Last of a Dying Breed – 3:11
3. Look Me in My Eyes – 3:36
4. It Ain't Part II – 3:13
5. They Down with Us (featuring UGK) – 4:43
6. Sorry For What? – 4:38
7. O.G. to Me (featuring Jayo Felony & Tha Dogg Pound) – 5:13
8. The Gangsta Shit – 4:13
9. Conspiracy Theory – 3:39
10. Watch Ya Step – 3:42
11. Get Out (featuring Jay-Z & Nino Storm) – 3:27
12. In & Out (featuring Devin the Dude & Too Short) – 4:35
13. And Yo (featuring Redman & Young Noble) – 4:55
14. In My Time – 5:44
15. 11-09-2000 (Outro) – 0:57